# Saint-Pierre-Montlimart
Saint-Pierre-Montlimart là một xã thuộc tỉnh Maine-et-Loire trong vùng Pays de la Loire phía tây nước Pháp. Xã này nằm ở khu vực có độ cao trung bình 87 mét trên mực nước biển.
Sông Èvre chảy qua thị trấn.